# Drepanorhina shelfordi
Drepanorhina shelfordi är en fjärilsart som beskrevs av Swinhoe 1904. Drepanorhina shelfordi ingår i släktet Drepanorhina och familjen nattflyn. Inga underarter finns listade i Catalogue of Life.